# Saint-Martin-le-Gréard
Saint-Martin-le-Gréard är en kommun i departementet Manche i regionen Normandie i norra Frankrike. Kommunen ligger i kantonen Cherbourg-Octeville-Sud-Ouest som tillhör arrondissementet Cherbourg. År 2022 hade Saint-Martin-le-Gréard 618 invånare.

## Befolkningsutveckling
Antalet invånare i kommunen Saint-Martin-le-Gréard
| Referens: INSEE |